# 가야촌 (효고현)
가야촌(鹿谷村)은 효고현 시카마군에 설치되었던 촌이다. 현재의 히메지시에 해당한다.